# Ett skepp kommer lastat (film)
Ett skepp kommer lastat är en svensk komedifilm från 1932 i regi av Thure Alfe.

## Handling
En samling sketcher med unge Helle Winther som konferencier och förenande länk. 
1: Nils Jacobson och Hugo Jacobsson som rospiggar framför en skärgårdsbåt. De spelar dragspel, skämtar och sjunger. Julia Cæsar anländer och letar efter sin hund. 
2: På garnisonssjukhuset. Calle Hagman som militär simulant.
Militärläkaren dr Oscar Textorius och syster Katie Rolfsen assisterar. 3: Det är morgon hos Gideon Wahlberg som firar sin 50-årsdag med Carl Deurell som en av gratulanterna. 
4: Wiggerskvartetten i skogsmiljö prisar i sin sång skogsmannens härliga liv. 
5: En tredjeklass sovkupé på ett tåg med Gustaf Lövås, Eric Gustafson och Thor Modéen som försöker ta sig förbi varandra upp och ner i britsarna.

## Om filmen
Filmen premiärvisades 5 mars 1932 på biograf Astoria i Stockholm. Den spelades in vid Filmateljén i Segeltorp av Emil A. Pehrsson. I filmen medverkar Wiggerskvartetten som skogsmän.

## Rollista i urval
- Helle Winther – Konferencier
- Nils Jacobsson – rospigg
- Hugo Jacobson – rospigg
- Artur Rolén – rospigg
- Julia Cæsar – damen med hunden
- Carl Hagman – simulant
- Oskar Textorius – militärläkare
- Katie Rolfsen – sjuksyster
- Gideon Wahlberg – 50-åringen
- Carl Deurell – gratulant
- Gustaf Lövås – tågpassagerare
- Thor Modéen – tågpassagerare
- Eric Gustafsson – tågpassagerare
- Vera Lund – ung flicka

## Musik i filmen
- Ett skepp kommer lastat, kompositör Ernfrid Ahlin, text Einar Böckertz
- I ur och skur, kompositör Ernfrid Ahlin, text Einar Böckertz
- Oj, oj, oj, sånna minnen man har, kompositör och text Ejnar Westling